# حرب العاجز
حرب العاجز: سيرة عائد، سيرة بلد. هي رواية سيرة ذاتية للكاتب العراقي زهير الجزائري صدرت عام 2009 عن دار الساقي.

## مقدمة
عاد زهير الجزائري إلى العراق عقب غربة قسرية دامت أكثر من عشرين عاماً. وراح يستقصي بعين الصحافي الخبير أحوال البلاد وناسها، مقارناً بين الماضي والحاضر، ومستذكراً أمكنة وأصدقاء وأقارب وأياماً وحكايات. وينشب ظفر النقد في جلد نظام صدّام حسين الذي أغرق العراق في حمامات دم، وأفقر الشعب، وطارد المعترضين من مفكّرين وشعراء وساسة.

## اقتباسات
“أكره ما أكره هو كلمة صمود لأن أحداً غير الأمهات العراقيات لن يفهم أنها كلمة مكتوبة بدم وجوع”
“حرب بلا أبطال ولا مواجهات فالمعركة سيحسمها رجال من الجو يرون أهدافهم ولا يعرفون قتلاهم”
“لا شئ يحمينا في الحرب غير الجدران وهذه الجدران عدوتنا لأن القصف يستهدفها بالتحديد ولذلك صارت لنا ملجأ وقبر في الوقت نفسه”

## وصلات خارجية
- دار الساقي، صفحة الرواية
- موقع أبجد